# Стратт, Элджернон, 3-й барон Белпер
Элджернон Генри Стратт, 3-й барон Белпер (англ. Algernon Henry Strutt, 3rd Baron Belper; 6 мая 1883 — 20 мая 1956) — британский военный, лейтенант кавалерии, лорд.

## Биография
Сын Генри Стратта, 2-го барона Белпера, и леди Маргарет Коук. Титул 3-го барона Белпера принял 26 июля 1914 года, был заместителем депутата от Ноттингемшира. Служил с августа 1908 года во 2-м полку лейб-гвардии Дворцовой кавалерии, получил звание лейтенанта.
Состоял дважды в браке: первой его супругой стала Эва Изабель Марион Брюс, дочь Генри Кэмпбелла Брюса, 2-го барона Абердэра и Констанс Мэри Бекетт. Свадьба состоялась в Лондоне в церкви Святой Маргариты 26 апреля 1911, пара распалась в 1922 году. В браке родились дети:
- Александр Рональд Джордж Стратт (1912—1999), наследник титула как 4-й барон Белпер. Супруга: Зара Софи Кейтлин Мэри Мейнуоринг, дочь сэра Генри Степлтона Мейнуоринга, 5-го баронета, и Дженерис Альмы Уиндем Уильям-Балкли. В браке с ноября 1940 по 1949 годы.
- Почтенный Майкл Стратт (1914 — 25 августа 1942). Супруга: Ариэль Фрейзер, дочь Джозефа Вашингтона Фрезйера[англ.]. В браке с 15 июля 1939 по 25 августа 1942. Разбился в авиакатастрофе вместе с принцем Кентским Георгом.
- Почтенная Лавиния Мэри Стратт (1916—1995). Супруг: Бернард Мармадьюк Фицалан-Говард, 16-й герцог Норфолк, сын Генри Фицалана-Говарда, 15-го герцога Норфолк и Гвендолин Мэри Херрис, баронессы Херрис Терреглесской[англ.].

Второй супругой барона Белмера стала Анджела Мариота Толльмаш, дочь Альфреда Дугласа Толльмаша и Элис Мэри Хед. Свадьба состоялась 12 июля 1923. В браке родились дети:
- Питер Элджернон Стратт (18 июня 1924 — 27 октября 2007). Супруга: Гэй Мэри Фисон, дочь сэра Франка Гая Клэверинга Фисона и Ивелин Элис Мэри Бланд. Свадьба состоялась 10 января 1953. Питер был награждён британским Военным крестом как служащий Колдстримской гвардии в 1945 году[4].
- Дезмонд Руперт Стратт (17 июня 1926 — 27 февраля 1993). Первая супруга: Джин Фелисити Эрскин, дочь капитана Фрэнсиса Уолтера Эрскина и Филлис Бёрстолл. В браке с 10 июля 1951 по 1961 годы. Вторая супруга: Люси Гвендолин Стирлинг-Хоум-Драммонд-Морей, дочь майора Джеймса Уильяма Стирлинга-Хоума-Драммонда-Морея, 21-го Аберкерни, и Жанетт Рут Монтегю Дуглас Скотт. Свадьба состоялась 11 июля 1964.